# 18 يوليو
- السبت
- الأحد
- الاثنين
- الثلاثاء
- الأربعاء
- الخميس
- الجمعة

- 283 محرم 1447  هـ
- 294 محرم 1447  هـ
- 305 محرم 1447  هـ
- 16 محرم 1447  هـ
- 27 محرم 1447  هـ
- 38 محرم 1447  هـ
- 49 محرم 1447  هـ
- 510 محرم 1447  هـ
- 611 محرم 1447  هـ
- 712 محرم 1447  هـ
- 813 محرم 1447  هـ
- 914 محرم 1447  هـ
- 1015 محرم 1447  هـ
- 1116 محرم 1447  هـ
- 1217 محرم 1447  هـ
- 1318 محرم 1447  هـ
- 1419 محرم 1447  هـ
- 1520 محرم 1447  هـ
- 1621 محرم 1447  هـ
- 1722 محرم 1447  هـ
- 1823 محرم 1447  هـ
- 1924 محرم 1447  هـ
- 2025 محرم 1447  هـ
- 2126 محرم 1447  هـ
- 2227 محرم 1447  هـ
- 2328 محرم 1447  هـ
- 2429 محرم 1447  هـ
- 2530 محرم 1447  هـ
- 261 صفر 1447  هـ
- 272 صفر 1447  هـ
- 283 صفر 1447  هـ
- 294 صفر 1447  هـ
- 305 صفر 1447  هـ
- 316 صفر 1447  هـ
- 17 صفر 1447  هـ

18 يوليو أو 18 تمُّوز أو 18 يوليه أو يوم 18 \ 7 (اليوم الثامن عشر من الشهر السابع) هو اليوم التاسع والتسعون بعد المئة (199) من السنوات البسيطة، أو اليوم المئتان (200) من السنوات الكبيسة وفقًا للتقويم الميلادي الغربي (الغريغوري). يبقى بعده 166 يومًا لانتهاء السنة.

## أحداث
- 64 - نشوب حريق روما الكبير.
- 1195 - وقوع معركة الأرك والتي انتصر فيها الموحدون بقيادة السلطان أبو يوسف يعقوب المنصور انتصارًا كبيرًا على قوات مملكة قشتالة بقيادة ألفونسو الثامن.
- 1918 - توقيع معاهدة صداقة وحماية بين فرنسا وموناكو.
- 1925 - الزعيم النازي أدولف هتلر ينشر كتابه «كفاحي».
- 1936 - نفذ الطيران الموالي للحكومة الجمهورية الإسبانية قصفًا على تطوان عاصمة المحمية الإسبانية المغربية التي ثارت على الحكومة.
- 1963 - محاولة انقلاب فاشلة في سوريا على الرئيس لؤي الأتاسي وذلك من قبل الناصريين بقيادة العقيد جاسم علوان في محاولة منهم لإعادة الوحدة مع مصر وذلك بعد انقلاب الثامن من آذار.
- 1971 - صدور الدستور المؤقت لدولة الإمارات العربية المتحدة.
- 1974 - الرئيس المصري محمد أنور السادات يطالب الاتحاد السوفيتي بإنهاء مهمة خبرائه في مصر.
- 1982 - وقوع مذبحة بلان دي سانشيز التي قُتل فيها أكثر من 250 شخصا، في قرية بلان دي سانشيز بدولة غواتيمالا.
- 1988 - إيران تعلن قبولها قرار مجلس الأمن بوقف الحرب مع العراق.
- 1990 - التوقيع بالأحرف الأولى على اتفاق لإعادة توحيد ألمانيا في باريس.
- 1991 - انتهاء الحرب الموريتانية السنغالية الحدودية والتي بدأت في سنة 1989.
- 2004 - كتائب شهداء الأقصى التابعة لحركة فتح ترفض قرار رئيس السلطة الوطنية الفلسطينية ياسر عرفات القاضي بتعيين موسى عرفات مديرًا عامًا للأمن العام.
- 2009 - إجراء انتخابات الرئاسة في موريتانيا لاختيار رئيس جديد بعد ما يقارب العام من الانقلاب العسكري الذي أطاح بالرئيس المدني المنتخب سيدي محمد ولد الشيخ عبد الله.
- 2012 - تفجير بمبنى الأمن القومي السوري يؤدي إلى مقتل وزير الدفاع العماد داود راجحة، ونائب الوزير آصف شوكت، ورئيس خلية إدارة الأزمة حسن تركماني، وإصابة وزير الداخلية محمد الشعار.
- 2020 - عدد الإصابات المؤكدة بجائحة كورونا يتخطّى حاجز 14 مليون شخص حول العالم، من بينهم أكثر من 600 ألف حالة وفاة وحوالي سبعة ملايين و818 ألف حالة تماثلت للشفاء.
- 2021 - منظمة قصص محرمة الصحفية تكشف عن عمليات تجسس طالت صحفيين ونشطاء وسياسيين حول العالم عبر برنامج بيجاسوس الذي تطوره إن إس أو الإسرائيلية.

## مواليد
- 1552 - رودولف الثاني، إمبراطور الإمبراطورية الرومانية المقدسة.
- 1635 - روبرت هوك، عالم كيمياء وفيزياء إنجليزي.
- 1853 - هندريك أنتون لورنتس، عالم فيزياء هولندي حاصل على جائزة نوبل في الفيزياء عام 1902.
- 1909 - أندريه جروميكو، سياسي سوفييتي.
- 1918 - نيلسون مانديلا، زعيم ورئيس جنوب أفريقيا العاشر والملقب بأشهر سجين سياسي في العالم، حاصل على جائزة نوبل للسلام عام 1993.
- 1922 - توماس صامويل كون، مفكر أمريكي.
- 1937 - رولد هوفمان، عالم كيمياء أمريكي حاصل على جائزة نوبل في الكيمياء عام 1981.
- 1942 - جاشينتو فاكيتي، لاعب كرة قدم إيطالي، ورئيس سابق لنادي إنتر ميلان.
- 1948 - هارتموت ميشيل، عالم كيمياء حيوية ألماني حاصل على جائزة نوبل في الكيمياء عام 1988.
- 1950 - ريتشارد برانسون، رجل أعمال بريطاني.
- 1957 - إبراهيم رمضان، سياسي وعسكري فلسطيني.
- 1961 - عبد الله الرويشد، مغني كويتي.
- 1967 - فين ديزل، ممثل ومخرج ومنتج أمريكي.
- 1975 - دارون ملكيان، مغني وعازف جيتار أمريكي.
- 1978 - مليسيا توريو، مذيعة فرنسية.
- 1980 -
  - كريستين بيل، ممثلة أمريكية.
  - ريوكو هيروسويه، ممثلة ومغنية يابانية.
- 1982 - ريان كابريرا، مغني ومقدم برامج أمريكي.
- 1983 - كارلوس ديوغو، لاعب كرة قدم الأوروغواياني.
- 1984 - عماد الحوسني، لاعب كرة قدم عُماني.
- 1985 - تشيس كراوفورد، مفكر أمريكي.
- 1988 - سيرجيو بوسكيتس، لاعب كرة قدم إسباني.
- 1993 - إي تاي من، مغني كوري جنوبي.

## وفيات
- 715 - محمد بن القاسم الثقفي، قائد عسكري مسلم.
- 1100 - جودفري، حاكم بولون.
- 1610 - كارافاجيو، فنان إيطالي.
- 1721 - أنطوان واتو، رسام فرنسي.
- 1817 - جاين أوستن، روائية إنجليزية.
- 1872 - بينيتو خواريز، رئيس المكسيك.
- 1892 - توماس كوك، رجل أعمال بريطاني.
- 1899 - هوراشيو ألجر، روائي أمريكي.
- 1950 - محمد بن أحمد السوسي، فقيه وقاضي شرعي ومدرس ومفسر مغربي.
- 1968 - كورناي هايمانس، طبيب بلجيكي حاصل على جائزة نوبل في الطب عام 1938.
- 1970 - هوزيا كوتاكو، زعيم قومي ناميبي.
- 1976 - محمد بن عرفة، سلطان مغربي من الأسرة العلوية.
- 1986 - عبد الرحمن رأفت الباشا، أديب سوري.
- 1998 - أبو الفتوح عمارة، ممثل مصري.
- 2012 -
  - داود راجحة، وزير الدفاع السوري.
  - آصف شوكت، نائب وزير الدفاع السوري.
  - حسن توركماني، معاون نائب الرئيس السوري.
  - راجيش كانا، ممثل هندي.
- 2013 - عاطف الفراية، شاعر وكاتب مسرحي أردني.
- 2018 - يعقوب الشراح، أكاديميٌ وكاتبٌ صحفيٌ كويتي.
- 2020 - هاروما ميورا، ممثل ومغني ياباني.
- 2021 - ممتاز علي بوتو، سياسي باكستاني.
- 2022 - محسن فرحان، ملحن عراقي.

## أعياد ومناسبات
- يوم الدستور في الأوروغواي.

## وصلات خارجية
- وكالة الأنباء القطريَّة: حدث في مثل هذا اليوم.
- النيويورك تايمز: حدث في مثل هذا اليوم.
- BBC: حدث في مثل هذا اليوم.